# .jm
.jm este un domeniu de internet de nivel superior, pentru Jamaica (ccTLD).